# Kalutara (ville)
Kalutara (en tamoul : களுத்துறை; en singhalais : කළුතර) est une ville du Sri Lanka. Elle est le chef-lieu du district de Kalutara, situé dans la Province de l'Ouest.
La population était de 39 700 habitants en 2012.

## Étymologie
Autrefois un important centre de commerce d'épices, le nom de la ville est dérivé de la rivière Kalu Ganga («Black River» en cinghalais).

## Histoire
Au XIe siècle, la ville a été temporairement faite une capitale sur les ordres d'un prince indien du Sud. La région a ensuite été plantée de cocotiers, dont les sous-produits sont utilisés pour le commerce interne et externe. L'emplacement comprend également des fortifications (fort de Kalutara) datant de l'époque où Portugais, Hollandais et Britanniques rivalisaient pour le contrôle de la région.
Le pont de Kalutara, long de 38 m (125 pieds), a été construit à l'embouchure de la rivière Kalu Ganga et sert de lien majeur entre la frontière ouest et la frontière sud du pays.

## Jumelage(s)
Xining (Tibet)